# Вяз (Брестская область)
Вяз (бел. Вяз) — деревня в Пинском районе Брестской области Республики Беларусь. Входит в состав Загородского сельсовета.

## География
Расположена в 6 км от автомагистрали Гомель — Кобрин (М-10) и в 35 км от города Пинск, неподалёку от берега водохранилища Погост. 

## История
1 мая 2024 года изменены границы деревни Вяз, в её черту включён земельный участок площадью 1,9545 га.

## Население
По переписи населения 2019 года в деревне насчитывалось 256 человек.

## Достопримечательности
В окрестностях поселения расположены археологические памятники:
- Стоянка эпохи неолита (5-4 тысячелетия до н. э.)
- Стоянка мезолита (8-5 тысячелетия до н. э.)